# Bettina Balmer
Pour les articles homonymes, voir Balmer.
Bettina Balmer, née le 19 avril 1966 à Bâle (originaire du même lieu et de Münchwilen), de Lausen et de Dübendorf), est une personnalité politique suisse, membre du parti libéral-radical.
Elle est députée du canton de Zurich au Conseil national depuis décembre 2023.

## Biographie

### Origines et famille
Bettina Schiltknecht naît le 19 avril 1966 à Bâle. Elle est originaire de Münchwilen (TG), Bâle, Lausen (BL) et Dübendorf (ZH). Ses parents viennent de Zurich. Elle est la nièce de l'ancien chef économiste de la Banque nationale suisse Kurt Schiltknecht et la cousine de Flavia Kleiner (de), cofondatrice de l'Opération Libero.
Elle grandit dans le canton de Bâle-Campagne.
Mariée avec Christian Balmer, un médecin cardiologue qu'elle rencontre lors de ses études à l'Université de Bâle, elle a trois enfants,,.

### Études et parcours professionnel
Elle étudie la médecine à l'Université de Bâle de 1985 à 1991. Elle se spécialise ensuite en chirurgie pédiatrique et en neurochirurgie et travaille notamment à l'hôpital pédiatrique de Saint-Gall, au Birmingham Children's Hospital (en), et finalement à l'Hôpital universitaire de Zurich, où elle devient médecin-chef en 2007. Elle travaille à 80 % depuis la naissance de ses enfants, puis à 50 % depuis au moins 2025.
Elle est également chargée de cours à l'Université de Zurich pour la chirurgie pédiatrique.

## Parcours politique
Bettina Balmer rejoint le PLR en 2008. Elle œuvre d'abord au sein des instances du parti, notamment dans le comité de la section des cercles 7 & 8 et dans la commission du parti cantonal pour la santé.
Elle est élue députée au Conseil cantonal de 2015 à 2023. Elle siège successivement dans la commission de surveillance de l'éducation et de la santé, puis dans la commission de la sécurité sociale et de la santé. Bettina Balmer prend la présidence de la section zurichoise des Femmes PLR en 2021[réf. souhaitée]. Elle est élue le 8 mars 2025 à la présidence des Femmes PLR Suisse.
Candidate aux élections fédérales en 2023 (son budget de campagne, avec 220 000 CHF, est le plus élevé des non-sortants), elle est élue conseillère nationale avec 62 504 voix. Elle bénéficie pour son élection des apports de voix de l'alliance de son parti avec l'UDC. Elle est membre de la Commission de la science, de l'éducation et de la culture (CSEC).